# Belügyminisztérium III/III. Csoportfőnökség
A Belügyminisztérium III/III. Csoportfőnökség a Magyar Népköztársaság állambiztonsági szolgálatának, politikai rendőrségének a belső elhárítással foglalkozó része volt 1962 és 1990 között. Szervezetileg a Belügyminisztérium III. Főcsoportfőnökség részét alkotta. Mint ilyen, a többi akkori, magát szocialistának nevező országhoz hasonlóan, nem csak azokat az alapvető nemzetbiztonsági feladatokat (terrorizmus és más szélsőséges társadalomellenes tevékenységek, az alkotmányos rend elleni szervezkedés felderítése és felszámolása) látta el, amelyeket a mai, nyugati parlamenti demokráciákban is belső titkosszolgálatok végeznek (például a németországi Bundesamt für Verfassungsschutz, az amerikai FBI megfelelő részlegei vagy Magyarországon az Alkotmányvédelmi Hivatal), hanem az állampárt közvetlen irányításával igyekezett minden belső ellenzéki tevékenységet ellenőrzése alatt tartani, illetve lehetőség szerint felszámolni. Hasonló, a társadalom totális ellenőrzésére törekvő politikai rendőrségek ma is működnek a Szovjetunió utódállamaiban, Kínában és általában a diktatórikus, fél-diktatórikus berendezkedésű államokban.

## Előzmények
1948 és 1956 között az Államvédelmi Hatóság volt a kommunista pártállam belső biztonsággal foglalkozó titkosszolgálata. Törvénytelen tevékenysége nagyban hozzájárult az 1956-os forradalom kirobbanásához. 1956 után a kádári konszolidáció jegyében először eltávolították a leginkább kompromittálódott vezetőket és az állambiztonsági szolgálatot a Belügyminisztérium keretében helyezték el II. (Politikai Nyomozó) Főosztály néven, majd hosszabb előkészületek, további tisztogatások után 1962-ben teljesen átszervezték az egész szolgálatot, létrehozták a csoportfőnökségi rendszert. Az állambiztonsági feladatok ellátásra létrejött a Belügyminisztérium III. Főcsoportfőnöksége, és ezen belül a belső elhárítás, a különböző ellenzéki erők és megnyilvánulások elnyomásának feladatát a III/III. Csoportfőnökség kapta.

## A szervezet jellemző vonásai, működési elvei

### Közvetlen pártirányítás
Az MSZMP, mint állampárt irányító tevékenysége nem csupán a működési elvek meghatározására, hanem az egyes ügyekre is kiterjedt. A Politikai Bizottság ülésein alkalmanként személyre szóló döntéseket is hoztak. De alsóbb szinteken is, például a megyei pártbizottságok is határozatokat hozhattak, utasításokat adhattak a III/III helyi állományának a tevékenységével, a központi utasítások végrehajtásával kapcsolatban, joguk volt a helyi állambiztonsági vezetők beszámoltatására – ugyanúgy, mint ahogy az államigazgatás más területein is.
A mindennapokban a Belügyminisztérium és részei központi pártirányításának legfontosabb szerve az MSZMP KB Adminisztratív Osztálya (1969-től Közigazgatási és Adminisztratív Osztály, KAO) volt. E szerv képviselője részt vett a Belügyminisztériumban az összes fontos vezetői értekezleten, hozzászólásban értékelte az ott elhangzottakat, javaslatokat tehetett. A KAO mellett a KB apparátusának más osztályai, így a sajtót felügyelő Agitációs és Propaganda Osztály (APO), a Tudományos, Közoktatási és Kulturális Osztály (TKKO) és a Külügyi Osztály is rendszeres kapcsolatban állt az állambiztonsági szervekkel, főleg a III/III-mal.
A pártirányítás különleges, kevéssé ismert testülete volt 1957 és 1988 között az úgynevezett Koordinációs Bizottság, amelynek ülésein az MSZMP KB adminisztratív ügyekért felelős (azaz az erőszakszervezeteket felügyelő) titkára, a KAO vezetője, a belügyminiszter, az igazságügyi miniszter, a legfőbb ügyész, valamint a legfelsőbb bíróság elnöke vett részt. A pártközpont, a bűnüldözés és az igazságszolgáltatás vezetői eleinte hetenként, kéthetenként, 1978 után pedig havonta találkoztak. Az elvi, elméleti témájú egyeztetéseken kívül konkrét ügyeket is megvitattak, szükség esetén személyre szóló döntéseket is hoztak.
A párt és az állambiztonság közötti szoros kapcsolat a személyi karrierekben is érvényesült. A pártközpont illetékes vezetői sok esetben az állambiztonság korábbi tagjai közül kerültek ki. Rácz Sándor például, a III/III első vezetője onnan a KAO osztályvezetője, azaz a minden fegyveres erőt és testületet felügyelő pártrészleg vezetője lett. Alacsonyabb szinten is gyakoriak voltak az ilyen személycserék. A pártközpont munkatársai különböző szintű vezetőkként kerülhettek át az állambiztonság apparátusába.

### Bomlasztó tevékenység
A „belső reakció” elleni küzdelem elsődleges célja a Kádár-rendszerben már nem az ellenzékiek bebörtönzése, hanem politikai tevékenységük megakadályozása, alakulóban lévő csoportjaik, szervezeteik bomlasztása, folyamatos és totális ellenőrzésük volt. Ennek érdekében ügynököket szerveztek be közülük, illetve már beszervezett ügynököket küldtek a soraikba. A megszerzett információk alapján stratégiát dolgoztak ki tagjaik elbizonytalanítására, és külön-külön bánásmódot alakítottak ki velük szemben, aminek az eszköztára az egyéni elbeszélgetéstől az egzisztenciális fenyegetésen át a rendőrhatósági zaklatásig illetve végső soron a bebörtönzésig terjedt. Gyakran alkalmazták az úgynevezett „szignalizációt”, azaz a munkahelyi felettesek, esetleg az illetékes pártszervezetek hivatalos belügyi tájékoztatását is az illető személy nemkívánatos tevékenységéről. A furkósbot mellett a mézesmadzag is szerepelt az eszköztárban: „megfelelő viselkedés” esetén a személyére szabott kedvezményekhez juttatták, például útlevelet kaphatott.

## Fő tevékenységi területek

### Egyházi „vonal”
Az ateista pártállam állambiztonsági szerveinek egyik legfontosabb ellenfele az egyházi ellenzék, a különböző egyházakon belül vélelmezett ellenséges tevékenység volt. Ennek „elhárítására” intenzív tevékenységet folytatott, az ÁVH nyomdokain haladva, de változó módszerekkel, a III/III. Csoportfőnökség illetékes osztálya, a III/III-1. Osztály.
Az egyházak elleni fellépés általános méreteit illusztrálja egy 1968-as belügyminisztériumi összesítő jelentés, amely szerint az előző két évben összeesküvés, izgatás, egyesülési joggal való visszaélés miatt hét egyházi személyt ítéltek el, 76 főt rendőrhatósági figyelmeztetésben részesítettek, 24 esetben szabálysértési bírságot szabtak ki, 44 esetben pedig munkahelyi értesítést („szignalizációt”) alkalmaztak. Ez utóbbi következtében több pedagógust elbocsátottak. A két év alatt összesen 81 illegális egyházi csoportot (általában feloszlatott rendek, elsősorban a jezsuiták illegális összejöveteleit) számoltak fel.
A hálózat nagyságát, kiterjedtségét jól jellemzi egy 1974. év végi állapotot tükröző összefoglaló, ami szerint a csoportfőnökség egyházi vonalon összesen 399 beszervezett ügynököt tartott nyilván, közülük 328 volt egyházi személy, a többiek világiak.

#### A katolikus egyház ellenőrzése
A III/III az egyházak között a fő ellenfélnek a Magyarországon legbefolyásosabb katolikus egyházat tartotta. Az állambiztonsági munka ezen a vonalon annyira „sikeres” volt, hogy a hetvenes évek elejére a katolikus egyházi felső vezetés jelentős részét hálózati személyként, ügynökként tarthatták nyilván. A főpapokról szóló dossziék azonban nagyrészt eltűntek, megsemmisültek.
A helyzet sokat változott az ötvenes évek elejéhez képest. Akkor az új kommunista hatalom totális egyházellenes támadást indított, nem csak Mindszenty József, hanem a legtöbb püspök börtönbe került egy időre. A hatvanas évekre azonban a magyar állambiztonság módszerei mellett a Vatikán politikája is változott, új keleti nyitást hirdettek meg, hivatalos kapcsolatokat vettek fel a magyar állammal. Ezáltal lehetővé vált a magyar egyházi hierarchia feltöltése – viszont a vezető egyházi tisztségekbe csak a hatalomhoz lojális személyek kerülhettek.
Az egyházi személyek és az állambiztonság közötti kapcsolatok különböző formákat öltöttek. A III/III-nak azt volt az érdeke, hogy minél több papot és más értékes kapcsolatot beszervezett személyként tartson nyilván. A tényleges ügynöki tevékenység tartalma és formái azonban nagyon eltérőek lehettek. Egyes esetekben a hálózati személyek és a BM külön kétoldalú szerződésben fektették le jogaikat és kötelességeiket.
Az egyházi oktatási intézményekben már meglévő ügynökei révén az egyházi elhárítás a papi pályára jelentkezésüktől kezdve figyelemmel kísérhette a fiatalokat, felderíthette együttműködési készségüket, felajánlhatta segítségét pályafutások egyengetésében. Az egyház is az állam iránti lojalitás elvét vallotta, a mindennapi ügyeket pedig – útlevél, építési engedélyek, továbbtanulási lehetőségek – az Állami Egyházügyi Hivatal intézte, ezért ezen a csatornán át is szinte folyamatos volt a kapcsolattartás, illetve a befolyásolás lehetősége. Az egyházi vezetők számos, nem belügyi csatornán keresztül is kapcsolatban álltak a hatalommal, a titkosszolgálati munka során ezt mindig figyelembe vették. A püspökök a hatalommal együttműködő tevékenységüket elsősorban nem titkosszolgálati ügynökként végezték, hanem az egyházi kormányzati munkájuk, intézkedéseik során vették figyelembe az állam érdekeit.
A III/III és a hírszerzés 1964-től szorosan együttműködött a római Pápai Magyar Intézettel (PMI) kapcsolatos munkában. Az intézmény vezetői posztjaira megbízható beszervezett egyháziakat állítottak, az intézmény tagjainak egy része is a magyar állambiztonság beszervezett ügynöke volt. A PMI a következő évtizedekben a magyar hírszerzés előretolt bástyájaként működött.

#### Református „vonal”
1966-ban a protestáns egyházakkal foglalkozó III/III-1-b alosztály összefoglaló jelentést készített a területe helyzetéről. Eszerint 900 000 református, 300 000 evangélikus hívővel számoltak, 1450, illetve 420 lelkésszel, akiknek a hatodát minősítették „ellenségesnek”. Az állambiztonsági munka fő célja az értelmiségi és fiatal korú személyek leválasztása volt az ellenséges egyházi személyekről, fő eszközük a rendőrhatósági figyelmeztetés volt.
Országosan 52 református és 26 evangélikus ügynököt sikerült beszervezni. A jelentés szerint „A protestáns egyházakban a vezető pozíciók döntő többségét ügynökileg biztosítjuk, és ez politikailag és operatíve nagy jelentőségű. Az ügynökség kisebb része áll az ellenséges kontingenssel kapcsolatban.” Ez az állambiztonsági zsargonban azt jelentette, hogy az egyházi vezetők, püspökök nagy többsége titkos együttműködést folytatott a III/III-mal. A beszervezett ügynököknek csak kisebb része volt olyan alacsonyabb rangú személy, aki a vélelmezett ellenséges lelkészek környezetében, róluk jelentve tevékenykedett.
A református egyházi személyek beszervezése, illetve az ügynöki tevékenysége is nagyon sokféle volt. Az állambiztonság számára készített, fennmaradt írásos anyagok gyakran szakértői értékelésként is olvashatók, sőt olyanok is vannak köztük, amelyek a hatalom befolyásolására irányulnak, az egyház szempontjaiból kiinduló javaslatokat tartalmaznak. Emellett vannak a dokumentumok között egyszerű besúgások, a rivális egyházi csoportok, személyek lejáratását célzó irományok is. Egészében véve az anyagokból látszik, hogy a hálózati személyek elfogadták az „emberarcú szocializmus”, a békés egymás mellett élés irányelveit. Időnként teológiai alapon is (a keskeny út teológiája, szolgálat-teológia) is a létező szocializmus elfogadására ösztönözték híveiket.
A protestáns egyházak irányában folytatott állambiztonsági munka egyik fontos célja volt az egyházdiplomáciai lehetőségek kiaknázása, az egyházak nemzetközi tevékenysége során kedvező kép teremtése, ápolása Magyarországról külföldön, valamint fontos nemzetközi egyházi pozíciók ügynöki „elfoglalása”. A külföld felé irányuló munka részletei azonban csak a hírszerzés dossziéiból lennének követhetők.

#### „Cionista vonal”
Az állambiztonsági munka átszervezésével újra megindult a cionista és egyéb zsidó ügyekkel kapcsolatos munka is. Az 1950-től vezetett mintegy félszáz dosszié áttekintése után 1962 decemberében megállapították, hogy az azokban szereplő személyek 90%-a időközben kivándorolt, és 1953-tól 1961-ig ezen a területen aktív felderítő munka nem folyt. Két új csoportdossziét nyitottak: az egyikben Scheiber Sándor – akit az egyházon belüli cionista jobbszárny vezetőjének tartottak – és más tekintélyes egyházi vezetők ellen nyomoztak, a másikban pedig a hitközségeken belüli ifjúsági csoportokat igyekeztek ellenőrizni.
Az ellenségesnek tartott egyházi személyek zaklatásának tipikus példája volt a Raj Tamás elleni munka. Az ifjú szegedi rabbi nagy népszerűséget szerzett a fiatal hívők körében, programjait más városokból is látogatták. Ezt az Állami Egyházügyi Hivatal és az állambiztonság veszélyes tevékenységnek értékelte, és hozzálátott rendszeres zaklatásához. 1967 márciusában hosszas, hivatalos éjszakai házkutatást tartottak lakásában, amit rendőrhatósági figyelmeztetések, további, titkos házkutatások, tanúkihallgatások követtek. Raj Tamás végül hosszú időre felhagyott egyházi tevékenységével és újságíróként dolgozott tovább.
A „cionista vonal” később átkerült a III/II-es csoportfőnökségre, azaz a kémelhárításhoz, mert a munka java részét a célszemélyek külföldi kapcsolatainak ellenőrzése, főleg a Moszad tevékenysége elleni küzdelem tette ki.

### Az ifjúság ellenőrzése
Az ifjúság körében végzett állambiztonsági munka keretében a Belügyminisztérium rendszeresen beszámolókat kapott az egyetemi felvételi vizsgák tapasztalatairól. Az ELTE 1965 augusztusában küldte meg a BM III/III-2-b Alosztály számára az az évi összegzést, ami szerint a 3982 jelentkező közül 1151 főt vettek fel. A dokumentum kedvezőtlen jelenségként említi a fizikai származású jelentkezők alacsony arányát, viszont kedvezőként az egyházi iskolákból jelentkezők arányának csökkenését. Beszámol emellett a csalási, befolyásolási törekvésekről is, így a rektornak küldött ötven darab protekciót kérő levélről.

### A politikai ellenzék régi szereplőinek ellenőrzése, új csoportosulások kialakulásának megakadályozása
- A Horthy-rendszer még élő szereplőinek ellenőrzése
- Az 1945 utáni demokratikus pártok egykori aktivistáinak ellenőrzése
- Az 1956-os forradalom amnesztiával szabadult résztvevőinek ellenőrzése
- Szélsőbaloldali személyek és csoportosulások ellenőrzése

## Története

### 1962 – a III/III. Csoportfőnökség tevékenységének beindulása
1962. augusztus közepén Pap János belügyminiszter kinevezte az új struktúrájú állambiztonsági szolgálatok vezetői. A III/III vezetője Rácz Sándor alezredes lett. Bár számos, korábban súlyos bűnöket elkövető ávóst eltávolítottak a szolgálattól, az állomány tömeges lecserélése nem történt meg. A beosztottak zömét továbbra is az ötvenes évek elején tömegével toborzott, pártajánlással a nagyüzemekből érkező vagy „népi káderek” adták. A „személyi kultusz törvénysértéseinek” elítélése, az ezzel kapcsolatos politikai és propaganda-fordulat zavarokat, belső feszültségeket keltett a szervezetben. Emiatt a III/III struktúráját is hamarosan újra módosítani kellett. Már decemberben új vezetője lett a csoportfőnökségnek Eperjesi László személyében, Rácz Sándor a pártközpontba került. A belső reakció elhárításának rendezett működése tulajdonképpen csak az 1963-as amnesztiarendelet végrehajtása után alakult ki.
Az év végére kialakult a csoportfőnökség hosszabb távra szóló belső szerkezete és vezetői állománya. Az egyházi vonal (III/III-1. Osztály) vezetője Pék Márton. az ifjúsági vonal (III/III-2. Osztály) vezetője Geréb Sándor, az aktív „belső ellenség”, az F-dossziés (figyelődossziés) személyek ellenérzésének (III/III_3. Osztály) vezetője Csáki Ernő, a kulturális vonal (III/III-4. Osztály) vezetője Novák Sándor lett. Osztályvezető lett a később nagy karriert befutó Harangozó Szilveszter is.

### 1963 – Antall József megfigyelése
Az év egyik, utólag érdekessé vált eseménye volt ifj. Antall József megfigyelésének intézményesülése. Apja, id. Antall József, a kisgazdapárt vezető személyisége már korábban a kádári titkosszolgálatok érdeklődésének középpontjának került, mivel a lakásán 1956. november 4. után rendszeressé váltak a politikai összejövetelek. Történelemtanár fiának rendszeres megfigyelése is elindult, azonban csak a Franciaországból hazatérő Tar Pál és az Antall-család találkozói után kapcsolt magasabb fokozatba. Antall azonban felfigyelt a fokozott megfigyelésre és emiatt közvetlenül Kádár Jánoshoz írt beadványt. A megfigyelést ekkor a III/III befejezte, és 1969. júniusban végleg le is zárta az az Antall Józseffel kapcsolatos, „Muzeológus” fedőnevű dossziét.

### 1965 – összefoglaló a belső ellenzék tevékenységéről
1965 júniusában összefoglaló jelentést készített a Politikai Bizottság számára a III/III a „belső ellenséges erők” helyzetéről, ami jól jellemzi az ezen a területen folytatott állambiztonsági tevékenységet. Eszerint a Belügyminisztérium a jobb- és baloldali ellenzék aktivizálódását észlelte, amit a gazdasági nehézségeknek, a fellazítás hatásának, a kommunista mozgalmon belüli vitáknak tulajdonítottak. Különösen veszélyesnek ítélték a nacionalizmus terjedését.
Az összefoglaló adatsorai szerint 1964 utolsó negyedévében 112 főt, 1965 első négy hónapjában 148 főt vontak felelősségre izgatásért, de ezek a „szervezkedések” döntően továbbra is helyi jellegűek. A jelentés 50 jobboldali és 24 „szektás, dogmatikus” személyt név szerint is felsorol.
Szakterületek szerint az egyházi „illegáció” aktivitásának fokozódását különösen abban látták, hogy míg a hivatalos hittan-beíratások száma csökkent, az illegális hittanórák száma nőtt. 70 horthysta katonatiszti csoportosulást is megfigyeltek. Ellenőrzés alatt tartották az állampárthoz nem csatlakozó szociáldemokraták aktivitását is. A szélsőbaloldalon húsz csoportot figyeltek meg, különösen a kínai és az albán nagykövetség propagandamunkájával kapcsolatban, de ellenőrizték a régebben Jugoszláviából és Albániából érkezett baloldali emigránsokat is.
1965 júliusában a Politikai Bizottság visszatért a témára és döntéseket hozott. Engedélyezték hat ellenségesnek minősített személy, köztük például Vásárhelyi Miklós leváltását munkahelyéről, négy fő, köztük például Göncz Árpád rendőrhatósági figyelmeztetését, és egy sor más neves értelmiségi esetében úgy döntöttek, hogy az MSZMP KB vezetői személyesen „beszélgessenek el” velük, illetve hozzanak intézkedéseket politikai elszigetelésükre. Más esetekben (például Ladányi Mihály ügyében) a döntés az volt, hogy „a Politikai Bizottság szabad folyást enged a belügyminiszternek”.
Kádár János felszólalásában szorgalmazta a BM és az agitációs szervek szorosabb együttműködését. Az „egyházi reakció” elleni küzdelemben óvatosságra intett azzal, hogy ha egy szerzetest letartóztatnak, az már világpolitika. Rámutatott, hogy önmagában a titkos hitoktatást nem lehet rendszerellenes tevékenységként értékelni, ehhez súlyosabb cselekmények feltárása szükséges.

### A III/III. Csoportfőnökség felszámolása
A rendszerváltás politikai harcaiban a III/III, a belső ellenzék elleni elhárítási munkát folytató szolgálat elleni küzdelem kiemelt szerepet kapott. A korabeli liberális pártok, az SZDSZ és a Fidesz benne látták a fő ellenfelet, különösen, mivel a III/I, a polgári hírszerzés részéről már korábban történtek óvatos kapcsolatfelvételi lépések az ellenzékkel annak érdekében, hogy a szolgálatot és annak Magyarország számára hasznos tevékenységét át lehessen menteni a rendszerváltás utáni időszakra. Az ország új politikai vezetése felismerte, hogy a titkosszolgálatok az új államberendezkedés számára is elengedhetetlenül fontosak, és teljes felszámolásuk jóval több kárral, mint haszonnal járna, hiszen nem állt rendelkezésre egy megfelelő szakmai képzettséggel rendelkező másik gárda, ami átvehette volna a legfontosabb feladatok ellátását.
Ebben a politikai helyzetben az a kompromisszum alakult ki, hogy az egységes állambiztonsági szervek egy részét, a III/III-as szolgálatot jogutód nélkül megszüntetik, és a közvélemény előtt ők viselik az egész korább állambiztonsági szolgálattal kapcsolatos ellenérzések terhét. Tevékenységi körüknek azt a részét, ami továbbra is fontos maradt, az eleinte nagyrészt a Belügyminisztérium III/II. Csoportfőnökség (kémelhárítás) korábbi tagjaiból verbuválódott Nemzetbiztonsági Hivatal (ma: Alkotmányvédelmi Hivatal) vette át.
Számos szakértő indokolatlannak tartotta ezt az éles megkülönböztetést, és inkább az egyéni szakmai és politikai tevékenység és felelősség vizsgálatát tartotta volna helyesebbnek az egész állambiztonsági szolgálat vonatkozásában. A politikai döntés azonban megszületett, ennek értelmében csak a III/III hivatásos munkatársai és ügynökei (hálózati személyei) viselték a politikai, morális és egzisztenciális felelősséget, terheket, a szolgálat többi ágához tartozó személyek bizonyos védettséget élveztek. A belpolitikai küzdelmek logikája azonban gyakran felülírta ezt a hallgatólagos megállapodást, így például Medgyessy Péter miniszterelnök elhallgatott III/II-es múltját a FIDESZ vezette ellenzék teljes mértékben kihasználta.

## A III/III. Csoportfőnökség belső szervezeti felépítése
A csoportfőnökség fő belső szervei az 1972-ben elfogadott ügyrend szerint a következők voltak: (Ez a szervezeti felépítés leglényegesebb vonásaiban nem különbözött a korábbiaktól vagy későbbiektől.)
- III/III-1. Osztály (az egyházak vonalán tevékenykedő ellenséges elemek elhárítása);
- III/III-2. Osztály (az ifjúság körében tevékenykedő ellenséges elemek elhárítása);
- III/III-3. Osztály (az „F”-dossziés személyek ellenőrzésének szervezése; a jelenleg is aktív, volt politikai elítéltek, valamint az írásbeli izgatást elkövetők elhárítása);
- III/III-4. Osztály (a kulturális területeken tevékenykedő ellenséges személyek elhárítása);
- III/III-A. Önálló Alosztály (a párt és a kormány vezetőinek operatív biztosítása);
- III/III-B. Önálló Alosztály (elemző, értékelő és tájékoztató);
- Csoportfőnökség Titkársága;
- szakirányítás szempontjából a rendőrfőkapitányságok III/III. Osztályai

A rendszerváltás utáni kutatómunka eredményeképpen rekonstruált részletesebb, az alosztályokat is tartalmazó, az 1973 és 1989 közötti helyzetet tükröző lista:
- III/III-1. osztály: elhárítás az egyházakban, szektákban, volt szerzetesek között, emigráns szervezetekben (a III/I. Csoportfőnökséggel együtt)
- III/III-1-a elhárítás a római katolikus egyházzal szemben
- III/III-1-b elhárítás a római katolikus egyház vezetésével és intézményeivel szemben
- III/III-1-c elhárítás a protestáns és egyéb vallási mozgalmakkal szemben
- III/III-2. osztály: elhárítás az ifjúság körében (egyetemek, főiskolák, ifjúsági klubok, galerik stb.)
- III/III-2-a elhárítás felsőfokú intézményekben
- III/III-2-b ifjúságellenes reakciós erők elhárítása
- III/III-3. osztály: a társadalomra veszélyesnek tekintett személyek tevékenységét ellenőrző Osztály
- III/III-3-a „F” (Figyelő) dossziés személyek, volt politikai foglyok ellenőrzése
- III/III-3-b írásos elkövetők, röpcédulázók, falfirkálók stb. ellenőrzése
- III/III-4. osztály: Ellenséges ellenzék fő erőit elhárító Osztály
- III/III-4-a radikális ellenzékiekkel szembeni eljárások
- III/III-4-b szektásnak tekintett párttagok, trockisták és álbaloldaliak megfigyelése és ellenőrzése
- III/III-4-c elhárítás a „nemzeti” ellenzékkel szemben
- III/III-5. osztály: kulturális terület védelme
- III/III-5-a Elhárítás a Magyar Rádió és Televízió, az MTI, a MUOSZ és az Írószövetség területén
- III/III-5-b Elhárítás a képzőművészet, zene, múzeumok, színházak, cirkuszok, Magyar Tudományos Akadémia, film, egyetemek, főiskolák, homoszexuálisok, Bős-Nagymarosi vízlépcső ellen tüntetők ellen.
- III/III-6. osztály: ellenséges propagandaanyagok készítésének és terjesztésének elhárítása
- III/III-7. osztály: Jelentőszolgálat, belső elhárítás, adattár, nyilvántartás vezetése
- III/III-A önálló alosztály, a Párt és a Kormány vezetőinek operatív védelme
- III/III-B önálló alosztály, elemzés, értékelés, tájékoztatás

A csoportfőnökség hivatásos állománya története folyamán 500-600 fő körül mozgott, ami kelet-európai összehasonlításban nagyon alacsony létszám volt.

## Utódszervezete
A csoportfőnökség feladatai közül azokat, amelyek a demokratikus jogállamban is szükségesek maradtak, 1990-től a Nemzetbiztonsági Hivatal vette át. Ez utóbbi neve 2010-ben Alkotmányvédelmi Hivatalra változott.